# Germani dioxide
Germani dioxide, còn được gọi dưới nhiều cái tên khác là germanic Oxide và germania, là một hợp chất vô cơ với công thức hóa học GeO2. Hợp chất này rất có giá trị kinh tế và là là nguồn thương mại chính của nguyên tố germani. GeO2 cũng được hình thành như một lớp thụ động trên germani thuần khiết khi tiếp xúc với oxy trong khí quyển.

## Phản ứng hóa học
Là một Oxide axit, germani dioxide tác dụng với nước tạo thành axit metagermanic (H2GeO3):
| +{\displaystyle {\ce {->}}} |
| --------------------------- |

hoặc axit orthogermanic (H4GeO4):
| + 2{\displaystyle {\ce {->}}} |
| ----------------------------- |

## Ứng dụng
Hỗn hợp silic dioxide và germani dioxide ("silica germania") được sử dụng làm vật liệu quang học cho sợi quang và ống dẫn sóng quang.  Kiểm soát tỷ lệ của các phần tử cho phép điều khiển chính xác chỉ số khúc xạ. Kính silica-germania có độ nhớt thấp hơn và chỉ số khúc xạ cao hơn so với silic tinh khiết. Germania thay thế titania như là chất phụ gia silica cho sợi silica, loại bỏ nhu cầu xử lý nhiệt tiếp theo, và có tác dụng làm giòn cho các sợi này.

## Độc tính và y tế
Germani dioxide có độc tính thấp, nhưng ở liều cao nó có gây độc.
Germani dioxide được sử dụng như là một chất bổ sung germani trong một số chất bổ sung dinh dưỡng và "chữa bệnh thần kỳ". Liều cao trong việc điều trị này dẫn đến một vài trường hợp bị ngộ độc germani.